# Hospital San Nicolás de Bari
El Hospital San Nicolás de Bari fue el primer hospital de América. Su construcción inició en 1503 en Santo Domingo, capital de La Hispaniola, actual República Dominicana. Fue fundado por Nicolás de Ovando, quien en ese entonces fuera gobernador de la isla. Hoy en día quedan solo ruinas y está actualmente ubicado en la Ciudad Colonial o Zona Colonial de Santo Domingo; en la calle Hostos, esquina de la calle Luperón.
Ya en 1522 este edificio estaba en pie, atendiendo a más de 60 personas por día. Sin embargo, el lugar fue abandonado a mediados del siglo XVIII, aunque todavía hoy se desconocen las razones.
Junto con la Catedral de Santa María la Menor, fundada en 1512 y la Universidad de Santo Tomás de Aquino, (fundada en 1538) constituye una de las tres primicias del Nuevo Mundo en la ciudad de Santo Domingo, lo cual ha hecho que la Ciudad Colonial dominicana haya sido declarada patrimonio de la humanidad por la UNESCO en 1991.
En reconocimiento de la primicia en Las Américas que representa el Hospital San Nicolás de Bari, el 28 de enero de 2021 con el interés de fortalecer los aspectos históricos y culturales asociados a la rica historia de la medicina representada en República Dominicana, se conforma el Comité Permanente Centro Cultural y Museo Panamericano de las Ciencias Médicas (MPCM), proyecto liderado por la Universidad Nacional Pedro Henríquez Ureña  y la Alcaldía de Santo Domingo.
El proyecto busca crear sinergias interdisciplinarias panamericanas que promuevan el desarrollo de este importante proyecto cultural-histórico, desarrollando así un museo permanente en los espacios asociados a las Ruinas del Hospital Nicolás de Bari, y desde ahí promover exposiciones permanentes y temporales e intercambios culturales que integran a Las Américas.
La secretaría provisional está a cargo del personal en el Centro de Altos Estudios Humanísticos y del Idioma Español, adscrito a la UNPHU, que funciona en la histórica Casa de los Jesuitas, antigua sede de la Pontificia Universidad Santiago de la Paz y de Gorgón. Se designó al Dr. Amado Alejandro Báez como coordinador y al Lic. Yovanny Céspedes como encargado de archivos y secretaría.

## Galería
|  |
|  |

|  |
|  |

|  |
|  |

|  |
|  |

|  |
|  |

|  |
|  |

|  |
|  |

|  |
|  |